# Dharmesh Darshan
Dharmesh Darshan (Mumbai, 16 maggio 1967) è un regista e sceneggiatore indiano, attivo nell'industria di Bollywood.
Darshan ha debuttato al cinema con il film Lootere (1993), in cui ha lavorato come sceneggiatore. Il film, prodotto da suo fratello Suneel Darshan, ottiene un ottimo riscontro al box office.
Nel 1996 il suo secondo film, Raja Hindustani con Aamir Khan e Karisma Kapoor è nuovamente uno dei maggiori successi dell'anno oltre che il quarto maggiore incasso nella storia di Bollywood. Il film viene premiato con il con numerosi Filmfare Awards compreso il Filmfare Award per il miglior film.
Dopo il successo di Raja Hindustani, Darshan si ferma per quattro anni per tornare a scrivere e dirigere due pellicole nel 2000. Il primo, Mela con Aamir Khan, si rivela un flop di critica e pubblico. Il secondo, Dhadkan con Akshay Kumar e Shilpa Shetty ottiene maggiore attenzione e riceve nomination in vari festival come miglior regista, miglior sceneggiatore e miglior film.
Nel 2002 dirige Haan Maine Bhi Pyaar Kiya, remake di Ek Hi Bhool del 1981, con Karisma Kapoor e il suo fidanzato dell'epoca, Abhishek Bachchan. Nuovamente il film viene stroncato dalla critica e non ottiene grande successo al botteghino. Nel 2005 è la volta di Bewafaa, che nonostante l'ottima colonna sonora, come incassi si rivela al di sotto delle aspettative.
Il suo ultimo film, Aap Ki Khatir del 2006, remake del film americano di The Wedding Date si rivela l'ennesimo disastro commerciale per Dharmesh Darshan.